# Coagulopathie
 Mise en garde médicale
Une coagulopathie, ou diathèse hémorragique est un trouble de la coagulation, celle-ci n'étant pas assez intense pour contrôler une hémorragie bénigne. Des hémorragies ainsi majorées sont le principal symptôme quelle que soit la cause de cette insuffisance.
L'hémophilie est une maladie génétique caractérisée par une coagulopathie.
Elle peut être la conséquence d'une insuffisance hépatique, d'une coagulation intravasculaire disséminée ou d'une exposition à la coumaphène. De plus, le venin hémotoxique de certains serpents (Bothrops, crotales et autres espèces de vipères) peut causer un trouble de la coagulation. 